# Ibráhím Mahlab
Ibráhím Rašdí Mahlab (arabsky إبراهيم رشدى محلب‎; 1949 Káhira) je egyptský politik, který byl od 1. března 2014 do 19. září 2015 předsedou vlády Egypta. Předtím zastával funkci ministra bydlení.

## Kariéra
Před egyptskou revolucí v roce 2011 byl členem politického výboru Národní demokratické strany. Po egyptském státním převratu v roce 2013 se Házim al-Bibláwí stal prozatímním premiérem a Mahlab byl jmenován ministrem bydlení. Po demisi al-Bibláwího vlády byl Mahlab pověřen sestavením prozatímní vlády. Prohlásil, že jeho vláda bude „společně pracovat na obnovení bezpečnosti a ochrany Egypta a potlačení terorismu ve všech koutech země“. Slíbil také obnovit ekonomiku. Den po složení přísahy prohlásil, že hlavním problémem je bezpečnost, a vyzval k zastavení protestů a stávek.
V době, kdy byl předsedou vlády, spolupracoval s vysokými představiteli egyptské koptské církve, včetně papeže Theodora II.
Do funkce byl znovu jmenován 17. června 2014 a 12. září 2015 podal demisi, členové vlády zůstali ve svých funkcích až do sestavení nové vlády.

## Osobní život
Je ženatý a hovoří arabsky, anglicky a francouzsky.